# Neodusmetia sangwani
Neodusmetia sangwani är en stekelart som först beskrevs av Subba Rao 1957.  Neodusmetia sangwani ingår i släktet Neodusmetia och familjen sköldlussteklar. Inga underarter finns listade i Catalogue of Life.